# 代替投資
代替投資（だいたいとうし、英：alternative investments）とは、債券や株式など伝統的投資 (conventional investments) とは収益の相関性が異なるプライベート・エクイティ、商品、地金型金貨、不動産、道路や鉄道などのインフラへの投資、及びこれらに投資するファンドとくにヘッジファンドへの投資を指す。派生商品取引をも含む。オルタナティブ投資ともいう。

## 概要
代替投資はさらにその投資先により細分類されることがある。非公開株式はベンチャーファンドや企業買収ファンドなどに、商品は貴金属ファンドやエネルギーファンドなどに、不動産は商業用不動産ファンドや住居用不動産ファンドに細分類される。
またファンドの中には高い収益率を求めて、借入でレバレッジを高めているファンド（ハイレバレッジファンド）がある。このようなファンドでは、投資が失敗したときの損失が大きくなる。
代替投資をポートフォリオに含めることは、ポートフォリオのリスク分散効果を高めるとされ、企業年金の投資先として代替投資は注目されている。しかし公開されている情報が少なく、投資家には当初1年解約できないなどの制約があったりするほか、これらのファンドがそもそも流動性の低いものに投資している弱点があり、ファンドが突然解約の殺到を受け解約を受けられなくなったり、投資の失敗などで過剰な損失を突然抱え込むなどのリスクが意外に大きいとの指摘がある（情報開示が不十分なため気が付いたときは手遅れのこともある）。
不動産投資信託のように、小口化されて取引所で上場される商品も登場しており、個人投資家にも一部の代替投資商品は普及しつつあり、代替投資については透明性の改善が課題になっている。

## 伝統的投資との比較
代替投資は、伝統的投資に比べて、以下のような特徴を持つ。
- 規制が少ない。
- 少数の特定投資家向けである。
- 最低投資単位が大きい。
- ベンチマーク（投資の比較対象となる指標）が存在しないか機能に限界がある。
- 情報公開が少ないか不十分である（たとえば月1回の開示ファンドでは、投資家は月1度しか時価情報をつかめない）。
- 手数料が大きく成功報酬制となっている。

## 文献
- 中窪文男「オルタナティブ投資の基礎知識」『ニッセイ基礎研Report』65, Aug.2002.
- 俊野雅司「オルタナティブ投資入門」『大和総研年金レポート』Mar.1, 2004.
- 福光寛・高橋元『ベーシック証券市場論』同文舘出版Apr.2004.
- 今井貴志「オルタナティブ投資の概要」『証券経済研究』46, June 2004.
- 菅野秦夫「オルタナティブ投資入門」『大和総研年金レポート』Jul.1, 2004.
- 大塚明生・神谷智『続オルタナティブ投資』金融財政事情研究会Jul.2005.
- ライス・イエーガーほか『オルタナティブ投資のリスク管理』東洋経済新報社June 2005.
- 山内英貴『オルタナティブ投資入門第2版』東洋経済新報社June 2006.